# Ribero
Ribero é um município da Venezuela localizado no estado de Sucre.
A capital do município é a cidade de Cariaco.